# Synne Jensen
Synne Jensen (Oslo, 15 februari 1996) is een Noors voetbalspeelster. Ze speelt als aanvaller voor Atlético Madrid in de Primera División.

## Clubcarrière
Als tiener kwam Jensen uit voor Gjelleråsen IF. In januari 2011 tekende ze op zestienjarige leeftijd een contract bij LSK Kvinner FK. Ze maakte haar debuut voor de Lillestrømse club op 14 april 2012 in een 6-0 overwinning op SK Trondheims-Ørn in deToppserien.
In augustus 2012 maakte ze op huurbasis de overstap naar Linderud-Grei actief in de Noorse eerste divisie. Voor deze club maakte Jensen in tien wedstrijden haar opwachting waarin ze elf keer tot scoren kwam. In het seizoen 2013 keerde  ze terug in Lillestrøm waar ze acht wedstrijden in actie kwam alvorens ze de overstap maakte naar competitegenoot Kolbotn IL. Jensen was drie seizoenen actief bij deze club. In 2013 maakte ze vijf doelpunten in 12 optredens voor Kolbotn IL. In het seizoen erna maakte ze dertien doelpunt in 21 competitiewedstrijden. In het seizoen 2016 maakte ze zes doelpunten in acht optredens voor Kolbotn IL.
Jensen tekende op negentienjarige leeftijd een driejarig contract bij het Duitse VfL Wolfsburg voorafgaande aan het seizoen 2015/16. Hoofdtrainer Ralf Kellerman prees Jensen voor haar enorme potentieel en groeimogelijkheden. Op 29 augustus 2015 maakte Jensen haar debuut in de Bundesliga tegen FF USV Jena. In diezelfde wedstrijd maakte ze gelijk twee doelpunten en hielp ze haar club aan een 8-0 overwinning op de laagvlieger.
In juni 2016 keerde Jensen terug naar haar geboorteland door verhuurd te worden aan Stabæk voor een seizoen. De verhuurbeurt was zodat Jensen meer speelminuten zou kunnen maken en haar ontwikkeling niet zou stagneren. Aan het einde van het seizoen maakte ze de definitieve overstap naar Stabæk, terwijl teamgenote Marie Dølvik Markussen de omgekeerde weg bewandelde naar VfL Wolfsburg. Na twee jaar maakte Jensen de overstap naar competitiegenoot Røa IL, waar ze in haar debuutseizoen met 16 doelpunten de tweede topscoorster was. Vervolgens werd ze overgenomen door Vålerenga waar ze in de seizoenen 2020 en 2021 speelachtig was.
In de winterstop van het seizoen 2021/22 maakte ze de overstap naar het Spaanse Real Sociedad. In juli 2024 maakte ze na anderhalf seizoen in San Sebastián de overstap naar competitiegenoot Atlético Madrid.

## Statistieken
| Seizoen | Club             | Land      | Competitie       | Wedstrijden | Doelpunten |
| ------- | ---------------- | --------- | ---------------- | ----------- | ---------- |
| 2012    | LSK Kvinner FK   | Noorwegen | Toppserien       | 13          | 0          |
| 2013    | LSK Kvinner FK   | Noorwegen | Toppserien       | 8           | 0          |
| 2013    | Kolbotn IL       | Noorwegen | Toppserien       | 12          | 5          |
| 2014    | Kolbotn IL       | Noorwegen | Toppserien       | 21          | 13         |
| 2015    | Kolbotn IL       | Noorwegen | Toppserien       | 8           | 6          |
| 2015/16 | VFL Wolfsburg    | Duitsland | Bundesliga       | 4           | 1          |
| 2016/17 | VfL Wolfsburg II | Duitsland | 2de Bundesliga   | 8           | 2          |
| 2016    | Stabæk           | Noorwegen | Toppserien       | 8           | 0          |
| 2017    | Stabæk           | Noorwegen | Toppserien       | 22          | 4          |
| 2018    | Stabæk           | Noorwegen | Toppserien       | 22          | 5          |
| 2019    | Røa IL           | Noorwegen | Toppserien       | 22          | 16         |
| 2020    | Vålerenga        | Noorwegen | Toppserien       | 18          | 3          |
| 2021    | Vålerenga        | Noorwegen | Toppserien       | 18          | 11         |
| 2021/22 | Real Sociedad    | Spanje    | Primera División | 13          | 1          |
| 2022/23 | Real Sociedad    | Spanje    | Primera División | 29          | 10         |
| 2023/24 | Real Sociedad    | Spanje    | Primera División | 28          | 14         |
| 2024/25 | Atlético Madrid  | Spanje    | Primera División | 16          | 2          |
| Totaal  | Totaal           | Totaal    | Totaal           | 270         | 93         |

Laatste update: 26 februari 2025

## Interlandcarrière
Jensen doorliep meerde Noorse jeugdelftal alvorens ze op 25 november 2014 haar debuut maakte voor het Noorse nationale elftal in een wedstrijd tegen Nieuw-Zeeland. In een wedstrijd tegen Denemarken op 4 maart 2020 tijdens de Algarve Cup maakte Jensen haar eerste interlanddoelpunt.